# Mayar Sherif
Pour les articles homonymes, voir Sheriff (homonymie).
Mayar Sherif Ahmed Abdel-Aziz (en arabe : ميار شريف أحمد عبد العزيز), ou plus simplement Mayar Sherif, née le 5 mai 1996 au Caire, est une joueuse de tennis égyptienne, professionnelle depuis 2019.
Elle est devenue la première joueuse égyptienne à jouer dans le tableau final d'un tournoi du Grand Chelem en se qualifiant pour l'édition 2020 de Roland-Garros et à remporter un tournoi WTA à Parme le 1er octobre 2022.
Vainqueure de quatre titres en simple sur le circuit WTA 125, elle est membre de l'équipe d'Égypte de Fed Cup (en) depuis 2011.

## Carrière

### Début de carrière
Après avoir disputé une saison sur le circuit ITF, Mayar Sherif entame en 2014 un cursus universitaire aux États-Unis et s'engage avec l'équipe de Fresno State. Elle y passe deux saisons puis rejoint Pepperdine en 2016 et obtient un diplôme en médecine du sport.
Elle se lance sur le circuit professionnel en janvier 2019, remporte pas moins de six tournois ITF durant cette saison (dont Madrid et Las Palmas) et atteint deux autres finales. Non-classée en janvier, elle termine ainsi sa première saison dans le top 200, faisant d'elle la seconde joueuse africaine la mieux classée derrière la Tunisienne Ons Jabeur. Elle remporte également cette année-là deux médailles d'or aux Jeux africains, en simple et en double dames au côté de sa sœur Rana. Sa victoire en simple lui permet de se qualifier pour les Jeux olympiques de Tokyo. Par ailleurs, lors de la campagne de Fed Cup 2019, elle remporte tous ses matches et participe donc largement à la promotion de l'équipe égyptienne dans le groupe II pour l'année suivante.
En janvier 2020, elle participe aux qualifications de l'Open d'Australie mais s'incline dès le premier tour. En août, elle se qualifie pour le tournoi WTA de Prague mais perd au premier tour contre Laura Siegemund. En septembre, en battant successivement la Colombienne Camila Osorio, l'Américaine Cathy McNally et l'Italienne Giulia Gatto-Monticone, Mayar Sherif se qualifie pour le tournoi de Roland-Garros, devenant alors la première joueuse de son pays à participer à un tableau final dans un tournoi du Grand Chelem,. Elle perd au premier tour contre la no 4 mondiale Karolína Plíšková, après avoir opposé une belle résistance (69-7, 6-2, 6-4). Profitant de cette bonne dynamique, elle se rend aux États-Unis où elle remporte le tournoi ITF 100 000 $ de Charleston contre Katarzyna Kawa, après s'être extirpée des qualifications. Par ailleurs, lors de la campagne de Fed Cup 2020, elle participe au maintien de l'équipe égyptienne dans le groupe II.

### 2021: première finale WTA et premier titre WTA 125 en simple
En janvier 2021, elle se qualifie pour le tableau principal de l'Open d'Australie. À cette occasion, elle franchit pour la première fois un tour en Grand Chelem, ce qui constitue aussi une première pour une joueuse de son pays, grâce à sa victoire contre une autre qualifiée, la Française Chloé Paquet (7-5, 7-5). Elle s'incline ensuite en trois sets (3-6, 7-62, 6-3) contre la Slovène Kaja Juvan, également issue des qualifications.
En août 2021, elle atteint sa première finale sur le circuit WTA à l'Open de Cluj. Elle élimine notamment Alizé Cornet (59e mondiale et tête de série no 1) et Kristína Kučová, puis elle s'incline nettement contre Andrea Petkovic (6-1, 6-1). Première égyptienne à atteindre une finale WTA, cette performance lui permet d'intégrer le top 100 en occupant la 97e place mondiale. Elle est aussi finaliste en double avec la Polonaise Katarzyna Piter. Elle enchaîne avec une finale sur l'ITF de San Bartolomé de Tirajana, perdue contre Arantxa Rus.
Lucky loser à l'US Open, elle perd au premier tour face à Anhelina Kalinina après avoir remporté le premier set. Elle s'engage alors sur le tournoi WTA 125 de Karlsruhe où elle est tête de série no 3. Elle y remporte son premier titre dans cette catégorie en s'imposant en finale face à l'Italienne Martina Trevisan. Par la suite, elle passe un tour à Indian Wells face à Danka Kovinić et accède aux demi-finales à Buenos Aires. Elle finit l'année à la 63e place mondiale.

### 2022: première Égyptienne titrée sur le circuit WTA
En janvier 2022, elle est finaliste en double du Summer Set 2 de Melbourne associée à Tereza Martincová. Battu à huit reprises en neuf matchs en simple lors de la tournée australienne et nord-américaine, elle se rattrape sur la terre battue européenne en obtenant son deuxième titre WTA 125 à Marbella où elle atteint la finale sans perdre le moindre set. Elle l'emporte contre l'Allemande Tamara Korpatsch (7-61, 6-4).
Battue au second tour à Saint-Malo, elle enchaîne avec le tournoi de Karlsruhe où elle est tenante du titre. Elle s'achemine jusqu'en finale où elle décroche à nouveau le titre face à Bernarda Pera (6-2, 6-4). Elle signe un doublé en remportant le double avec Panna Udvardy, son premier dans la spécialité. Sur son chemin en simple, elle élimine Kateryna Baindl, Laura Pigossi, Panna Udvardy et Anna Bondár.
Elle enchaine avec quelques résultats mitigés. Elle perd contre Claire Liu lors du tournoi de Rabat, après avoir éliminé Chloé Paquet au premier tour (6-0, 6-2). Elle passe un tour à  Roland-Garros face à Marta Kostyuk (6-3, 7-5) avant de déclarer forfait face à Tamara Zidanšek.
Au tournoi de Parme, le 1er octobre 2022, elle remporte son troisième tournoi de la saison, le premier sur le WTA Tour. Elle bat en finale la Grecque María Sákkari 7e joueuse mondiale et tête de série n° 1 du tournoi  (7-5, 6-3). Elle y a battu Anna Bondár, Simona Waltert, Lauren Davis et Ana Bogdan durant son parcours.

### 2023: quart de finale à Madrid, meilleur classement
Il lui faut attendre fin janvier pour enfin passer un tour lors du tournoi de Lyon. À Monterrey, elle passe enfin les deux premiers tours face à Camila Osorio et Wang Xinyu avant d'échouer face à Caroline Garcia. Il s'ensuit trois défaites au premier tour avant de se ressaisir à Oeiras sur le circuit secondaire. Elle élimine la spécialiste du double Asia Muhammad, puis Jesika Maleckova, et Moyuka Uchijima. Elle échoue face à Rebeka Masarova.
Elle se rend à Madrid où elle effectue un parcours positif. Elle élimine sur abandon Camila Giorgi (4-6, 6-4), puis la 30e tête de série, Anhelina Kalinina (6-2, 7-6). Elle prend ensuite sa revanche sur Caroline Garcia 5e mondiale sur le score de 7-6, 6-3. Au tour suivant, elle doit faire face à Elise Mertens, tête de série 24, dont elle se défait (6-4, 0-6, 6-4). Elle joue la Biélorusse Aryna Sabalenka, numéro deux mondiale et vainqueur de l'Open d'Australie quelques mois plus tôt et s'incline après avoir remporté le premier set (6-2, 2-6, 1-6).
À Roland-Garros, elle ne passe qu'un tour. Puis, elle remporte deux tournois WTA 125 d'affilée : Makarska et Valence.
Elle se classe alors aux portes du top 30 mondial, à la 31e place. De fait, elle devient la première Égyptienne tête de série à Wimbledon.

### 2024: finale à Rabat
Mi-mai, elle domine largement ses adversaires lors du tournoi de Rabat, enchaînant les victoires convaincantes contre l'invitée locale Aya El Aouni (6-2, 6-1), l'Argentine María Carlé (6-3, 6-2), l'Espagnole Sara Sorribes Tormo (6-3, 6-3) et la Russe Kamilla Rakhimova (6-0, 6-1). Elle cède néanmoins très sèchement en finale contre l'Américaine Peyton Stearns (2-6, 1-6), parvenant néanmoins à devenir la première joueuse africaine à disputer la finale du tournoi marocain.

## Palmarès

### Titre en simple dames
| No | Date       | Nom et lieu du tournoi   | Catégorie | Dotation  | Surface      | Finaliste     | Score    |          |
| -- | ---------- | ------------------------ | --------- | --------- | ------------ | ------------- | -------- | -------- |
| 1  | 26-09-2022 | Parma Ladies Open, Parme | WTA 250   | 251 750 $ | Terre (ext.) | María Sákkari | 7-5, 6-3 | Parcours |

### Finales en simple dames
| No | Date       | Nom et lieu du tournoi                             | Catégorie | Dotation  | Surface      | Vainqueure      | Score    |          |
| -- | ---------- | -------------------------------------------------- | --------- | --------- | ------------ | --------------- | -------- | -------- |
| 1  | 02-08-2021 | Winners Open, Cluj-Napoca                          | WTA 250   | 235 238 $ | Terre (ext.) | Andrea Petkovic | 6-1, 6-1 | Parcours |
| 2  | 19-05-2024 | Grand Prix de SAR La Princesse Lalla Meryem, Rabat | WTA 250   | 267 082 $ | Terre (ext.) | Peyton Stearns  | 6-2, 6-1 | Parcours |

### Titres en double dames
| No | Date       | Nom et lieu du tournoi       | Catégorie | Dotation    | Surface    | Partenaire      | Finalistes                         | Score            |          |
| -- | ---------- | ---------------------------- | --------- | ----------- | ---------- | --------------- | ---------------------------------- | ---------------- | -------- |
| 1  | 09-09-2024 | Jasmin Open Tunisia Monastir | WTA 250   | 267 082 $   | Dur (ext.) | Anna Blinkova   | Alina Korneeva Anastasia Zakharova | 2-6, 6-1, [10-8] | Parcours |
| 2  | 24-02-2025 | Mérida Open Akron Mérida     | WTA 500   | 1 064 610 $ | Dur (ext.) | Katarzyna Piter | Anna Danilina Irina Khromacheva    | 7-62, 7-5        | Parcours |

### Finales en double dames
| No | Date       | Nom et lieu du tournoi           | Catégorie | Dotation  | Surface      | Vainqueures                      | Partenaire        | Score             |          |
| -- | ---------- | -------------------------------- | --------- | --------- | ------------ | -------------------------------- | ----------------- | ----------------- | -------- |
| 1  | 02-08-2021 | Winners Open Cluj-Napoca         | WTA 250   | 235 238 $ | Terre (ext.) | Natela Dzalamidze Kaja Juvan     | Katarzyna Piter   | 6-3, 6-4          | Parcours |
| 2  | 04-01-2022 | Melbourne Summer Set 2 Melbourne | WTA 250   | 239 477 $ | Dur (ext.)   | Bernarda Pera Kateřina Siniaková | Tereza Martincová | 6-2, 67-7, [10-5] | Parcours |

### Titres en simple en WTA 125
| No | Date       | Nom et lieu du tournoi                         | Catégorie | Dotation  | Surface      | Finaliste             | Score          |          |
| -- | ---------- | ---------------------------------------------- | --------- | --------- | ------------ | --------------------- | -------------- | -------- |
| 1  | 07-09-2021 | Karlsruhe Open, Karlsruhe                      | WTA 125   | 115 000 $ | Terre (ext.) | Martina Trevisan      | 6-3, 6-2       | Parcours |
| 2  | 28-03-2022 | AnyTech 365 Andalucia Open, Marbella           | WTA 125   | 115 000 $ | Terre (ext.) | Tamara Korpatsch      | 7-61, 6-4      | Parcours |
| 3  | 10-05-2022 | Liqui Moly Open Karlsruhe, Karlsruhe           | WTA 125   | 115 000 $ | Terre (ext.) | Bernarda Pera         | 6-2, 6-4       | Parcours |
| 4  | 07-11-2022 | LP Chile Colina Open, Colina                   | WTA 125   | 115 000 $ | Terre (ext.) | Kateryna Baindl       | 3-6, 7-63, 7-5 | Parcours |
| 5  | 05-06-2023 | Makarska International Championships, Makarska | WTA 125   | 115 000 $ | Terre (ext.) | Jasmine Paolini       | 2-6, 7-66, 7-5 | Parcours |
| 6  | 12-06-2023 | BBVA Open Internacional de Valencia, Valence   | WTA 125   | 115 000 $ | Terre (ext.) | Marina Bassols Ribera | 6-3, 6-3       | Parcours |
| 7  | 25-11-2024 | IEB+ Argentina Open, Buenos Aires              | WTA 125   | 115 000 $ | Terre (ext.) | Katarzyna Kawa        | 6-3, 4-6, 6-4  | Parcours |
| 8  | 12-05-2025 | Parma Ladies Open, Parme                       | WTA 125   | 115 000 $ | Terre (ext.) | Victoria Mboko        | 6-4, 6-4       | Parcours |

### Finales en simple en WTA 125
| No | Date       | Nom et lieu du tournoi           | Catégorie | Dotation  | Surface      | Vainqueure         | Score          |          |
| -- | ---------- | -------------------------------- | --------- | --------- | ------------ | ------------------ | -------------- | -------- |
| 1  | 29-04-2024 | Catalonia Open WTA 125, Lleida   | WTA 125   | 115 000 $ | Terre (ext.) | Kateřina Siniaková | 6-4, 4-6, 6-3  | Parcours |
| 2  | 13-05-2024 | Parma Ladies Open, Parme         | WTA 125   | 115 000 $ | Terre (ext.) | A.K. Schmiedlová   | 7-5, 2-6, 6-4  | Parcours |
| 3  | 04-06-2024 | Makarska Open, Makarska          | WTA 125   | 115 000 $ | Terre (ext.) | Katie Volynets     | 3-2, 6-2, 6-1  | Parcours |
| 4  | 08-07-2024 | Grand Est Open 88, Contrexéville | WTA 125   | 115 000 $ | Terre (ext.) | Lucia Bronzetti    | 6-4, 64-7, 7-5 | Parcours |

### Titres en double en WTA 125
| No | Date       | Nom et lieu du tournoi              | Catégorie | Dotation  | Surface      | Partenaire      | Finalistes                          | Score            |          |
| -- | ---------- | ----------------------------------- | --------- | --------- | ------------ | --------------- | ----------------------------------- | ---------------- | -------- |
| 1  | 10-05-2022 | Liqui Moly Open Karlsruhe Karlsruhe | WTA 125   | 115 000 $ | Terre (ext.) | Panna Udvardy   | Yana Sizikova Alison Van Uytvanck   | 5-7, 6-4, [10-2] | Parcours |
| 2  | 18-11-2024 | LP Open by IND Colina               | WTA 125   | 115 000 $ | Terre (ext.) | Nina Stojanović | Léolia Jeanjean Kristina Mladenovic | Forfait          | Parcours |

### Finales en double en WTA 125
| No | Date       | Nom et lieu du tournoi           | Catégorie | Dotation  | Surface      | Vainqueures                         | Partenaire      | Score            |          |
| -- | ---------- | -------------------------------- | --------- | --------- | ------------ | ----------------------------------- | --------------- | ---------------- | -------- |
| 1  | 07-09-2021 | Karlsruhe Open Karlsruhe         | WTA 125   | 115 000 $ | Terre (ext.) | Irina Maria Bara Ekaterine Gorgodze | Katarzyna Piter | 6-3, 2-6, [10-7] | Parcours |
| 2  | 07-11-2022 | LP Chile Colina Open Colina      | WTA 125   | 115 000 $ | Terre (ext.) | Yana Sizikova Aldila Sutjiadi       | Tamara Zidanšek | 6-1, 3-6, [10-7] | Parcours |
| 3  | 29-04-2024 | Catalonia Open WTA 125 Lleida    | WTA 125   | 115 000 $ | Terre (ext.) | N. Melichar-Martinez Ellen Perez    | Katarzyna Piter | 7-5, 6-2         | Parcours |
| 4  | 25-11-2024 | IEB+ Argentina Open Buenos Aires | WTA 125   | 115 000 $ | Terre (ext.) | Maja Chwalińska Katarzyna Kawa      | Laura Pigossi   | 6-4, 3-6, [10-7] | Parcours |

### Autres compétitions
- Médaille d'or en simple dames aux Jeux africains de 2019 à Rabat
- Médaille d'or en double dames (avec Rana Sherif Ahmed (en)) aux Jeux africains de 2019 à Rabat
- Médaille de bronze en simple dames aux Jeux africains de 2023 à Accra
- Médaille de bronze en double dames (avec Lamis Alhussein Abdel Aziz (en)) aux Jeux africains de 2023 à Accra

## Parcours en Grand Chelem

### En simple dames
| Année | Open d'Australie | Open d'Australie  | Internationaux de France | Internationaux de France | Wimbledon       | Wimbledon       | US Open         | US Open           |
| ----- | ---------------- | ----------------- | ------------------------ | ------------------------ | --------------- | --------------- | --------------- | ----------------- |
| 2020  | Q1               | Ann Li            | 1er tour (1/64)          | Karolína Plíšková        | Annulé          | Annulé          | —               | —                 |
| 2021  | 2e tour (1/32)   | Kaja Juvan        | Q2                       | Jaqueline Cristian       | Q2              | Jule Niemeier   | 1er tour (1/64) | Anhelina Kalinina |
| 2022  | 1er tour (1/64)  | Heather Watson    | 2e tour (1/32)           | Forfait                  | —               | —               | 1er tour (1/64) | Marta Kostyuk     |
| 2023  | 1er tour (1/64)  | Magda Linette     | 2e tour (1/32)           | Anastasia Potapova       | 1er tour (1/64) | Rebeka Masarova | 1er tour (1/64) | Zhu Lin           |
| 2024  | 1er tour (1/64)  | Elise Mertens     | 2e tour (1/32)           | Madison Keys             | 1er tour (1/64) | Dalma Gálfi     | 1er tour (1/64) | Karolína Plíšková |
| 2025  | 1er tour (1/64)  | Dayana Yastremska | 1er tour (1/64)          | Liudmila Samsonova       | 1er tour (1/64) | Mirra Andreeva  |                 |                   |

N.B. : à droite du résultat se trouve le nom de l'ultime adversaire.

### En double dames
| Année | Open d'Australie                                                                      | Open d'Australie                                                                 | Internationaux de France                                                            | Internationaux de France                                                                    | Wimbledon                                                           | Wimbledon                                                                            | US Open | US Open |
| ----- | ------------------------------------------------------------------------------------- | -------------------------------------------------------------------------------- | ----------------------------------------------------------------------------------- | ------------------------------------------------------------------------------------------- | ------------------------------------------------------------------- | ------------------------------------------------------------------------------------ | ------- | ------- |
| 2022  | 1er tour (1/32) K. Piter \|\| style="text-align:left;" \| E. Hozumi M. Ninomiya       | —                                                                                | —                                                                                   | —                                                                                           | —                                                                   | 2e tour (1/16) N. Podoroska \|\| style="text-align:left;" \| C. Garcia K. Mladenovic |         |         |
| 2023  | 1er tour (1/32) N. Podoroska \|\| style="text-align:left;" \| A. Muhammad T. Townsend | 1er tour (1/32) T. Zidanšek \|\| style="text-align:left;" \| A. Bondár G. Minnen | 1er tour (1/32) A.L. Friedsam \|\| style="text-align:left;" \| K. Baindl D. Saville | 1er tour (1/32) N. Podoroska \|\| style="text-align:left;" \| N. Melichar-Martinez E. Perez |                                                                     |                                                                                      |         |         |
| 2024  | —                                                                                     | —                                                                                | —                                                                                   | —                                                                                           | 2e tour (1/16) A. Blinkova \|\| style="text-align:left;" \| Forfait | —                                                                                    | —       |         |
| 2025  | —                                                                                     | —                                                                                | 1er tour (1/32) A. Blinkova \|\| style="text-align:left;" \| L. Sun Yuan Y.         | 1er tour (1/32) K. Piter \|\| style="text-align:left;" \| M. Bouzková A. Danilina           |                                                                     |                                                                                      |         |         |

N.B. : le nom de la partenaire se trouve sous le résultat ; les noms des ultimes adversaires se trouvent à droite.

## Parcours en WTA 1000
Les tournois WTA « Premier Mandatory » et « Premier 5 » (entre 2009 et 2020) et WTA 1000 (à partir de 2021) constituent les catégories d'épreuves les plus prestigieuses, après les quatre levées du Grand Chelem. 

De 2009 à 2023, les tournois Premier Mandatory (dits tournois WTA 1000 obligatoires entre 2021 et 2023) regroupent Indian Wells, Miami, Madrid et Pékin, les autres constituant les tournois Premier 5 (tournois WTA 1000 non-obligatoires). À partir de 2024, le nombre de tournois WTA 1000 passe à 10 par saison (fin de l’alternance Doha / Dubaï), ces derniers devenant tous obligatoires et offrant tous 1000 points à la vainqueure (contre 900 points précédemment pour les tournois Premier 5).

### En simple dames
| Année |       |                            |         |                                |                              |                                   |                             |                                |                             |                              |  |                           |
| Doha  | Dubaï | Indian Wells               | Miami   | Madrid                         | Rome                         | Canada                            | Cincinnati                  | Pékin                          |                             | Wuhan                        |  |                           |
| Doha  | Dubaï | Indian Wells               | Miami   | Madrid                         | Rome                         | Canada                            | Cincinnati                  | Pékin                          | Guadalajara                 |                              |  |                           |
| Doha  | Dubaï | Indian Wells               | Miami   | Madrid                         | Rome                         | Canada                            | Cincinnati                  | Pékin                          |                             |                              |  |                           |
| 2021  |       | WTA 500                    |         | 2e tour (1/32) B. Haddad Maia  | 1er tour (1/64) N. Podoroska |                                   |                             |                                |                             | Annulé                       |  | Annulé                    |
| 2022  |       | 1er tour (1/32) S. Cîrstea | WTA 500 | 1er tour (1/64) M. Fręch       | 1er tour (1/64) A. Li        |                                   |                             |                                | 1er tour (1/32) E. Rybakina | Hors calendrier              |  |                           |
| 2023  |       | WTA 500                    |         | 1er tour (1/64) L. Fruhvirtová | 1er tour (1/64) L. Siegemund | 1/4 de finale A. Sabalenka        | 1er tour (1/64) A. Blinkova | 1er tour (1/32) M. Vondroušová |                             | 1er tour (1/32) D. Kasatkina |  | 1er tour (1/32) C. Giorgi |
| 2024  |       |                            |         | 1er tour (1/64) S. Stephens    |                              | 3e tour (1/16) E. Rybakina        | 3e tour (1/16) V. Azarenka  |                                |                             |                              |  |                           |
| 2025  |       |                            |         | 1er tour (1/64) Wang Xn.       | 2e tour (1/32) A. Anisimova  | 1er tour (1/64) J. Bouzas Maneiro | 1er tour (1/64) M. Bouzková |                                |                             |                              |  |                           |

Sous le résultat, l’ultime adversaire.
1. 1 2   Les tournois de Doha et Dubaï alternent le statut de tournoi WTA 1000 (ex Premier 5) entre 2009 et 2023 : les trois premières éditions ont lieu à Dubaï, les trois suivantes à Doha, puis Dubaï accueille le tournoi de cette catégorie les années impaires et Dubaï les années paires. De 2011 à 2023, la ville qui n’accueille pas de WTA 1000 organise à la place un tournoi WTA 500 (ex Premier).
2. 1 2 3 4 5 6 7   L’ordre de déroulement des tournois a évolué depuis 2009 : Rome se dispute avant Madrid et Cincinnati avant Montréal/Toronto jusqu’en 2010, tandis que Tokyo (2009-2013)-Wuhan (2014-2019, 2024-)-Guadalajara (2022-2023) ont lieu avant Pékin jusqu’en 2023.
3. 1 2  Du fait de la pandémie de Covid-19, les tournois d’Indian Wells, de Miami, de Madrid, du Canada, de Wuhan et de Pékin sont annulés en 2020. Ces deux derniers le sont également en 2021. Pour des raisons d’organisation, le tournoi de Cincinnati 2020 a exceptionnellement lieu à Flushing Meadows à New York.
4. ↑  Le 1er décembre 2021, le président de la WTA, Steve Simon, annonce que tous les tournois prévus en Chine et à Hong Kong sont suspendus à partir de 2022, en raison de préoccupations concernant la sécurité et le bien-être de la joueuse de tennis chinoise Peng Shuai après ses allégations de relations sexuelles non-consenties avec Zhang Gaoli, membre de haut rang du Parti communiste chinois. Le tournoi de Pékin revient en 2023. Le tournoi de Guadalajara remplace celui de Wuhan pendant deux ans, ce dernier réapparaissant en 2024.

## Parcours aux Jeux olympiques

### En simple dames
| # | Date       | Nom de l'olympiade         | Surface             | Résultat        | Ultime adversaire  | Score         |          |
| - | ---------- | -------------------------- | ------------------- | --------------- | ------------------ | ------------- | -------- |
| 1 | 31/07/2021 | Olympic Tennis Event Tokyo | Dur (ext.)          | 1er tour (1/32) | Rebecca Peterson   | 7-5, 7-61     | Parcours |
| 2 | 27/07/2024 | Olympic Tennis Event Paris | Terre battue (ext.) | 1er tour (1/32) | Caroline Wozniacki | 2-6, 7-5, 6-1 | Parcours |

## Records et statistiques

### Victoires sur le top 10
Toutes ses victoires sur des joueuses classées dans le top 10 de la WTA lors de la rencontre.
| Légende         |
| Grand Chelem    |
| Jeux olympiques |
| Masters         |
| WTA 1000        |
| WTA 500         |
| WTA 250         |
| Fed Cup         |

| # |       |  | Tournoi | Année | Surface      |  | Adversaire      | Rang | Tour   | Score     | Tableau |
| - | ----- |  | ------- | ----- | ------------ |  | --------------- | ---- | ------ | --------- | ------- |
| 1 | no 74 |  | Parme   | 2022  | Terre battue |  | María Sákkari   | no 7 | Finale | 7-5, 6-3  | Tableau |
| 2 | no 59 |  | Madrid  | 2023  | Terre battue |  | Caroline Garcia | no 5 | 1/16   | 7-62, 6-3 | Tableau |

## Classements WTA en fin de saison
| Année          | 2013 | 2014 |  | 2017 |  | 2019 | 2020 | 2021 | 2022 | 2023 | 2024 |
| Rang en simple | 641  | 865  |  | 780  |  | 212  | 132  | 61   | 63   | 49   | 100  |
| Rang en double | 700  | –    |  | 1049 |  | 461  | 189  | 142  | 123  | 159  | 143  |

Source : (en) Classements de Mayar Sherif sur le site officiel de la Fédération internationale de tennis